# Всеобщие выборы в Луганской Народной Республике (2018)
Всеобщие выборы в непризнанной Луганской Народной Республике прошли 11 ноября 2018 года.
Так же, как и в 2014 году, одновременно с этим прошли аналогичные выборы в ДНР.
Выборы состоялись 11 ноября 2018 года. Были избраны глава ЛНР и Народный совет ЛНР (в составе 50 депутатов).
В выборах изъявили желание участвовать 8 кандидатов — Олег Валерьевич Коваль, Леонид Иванович Пасечник, Наталья Владимировна Сергун, Людмила Валентиновна Руснак, Леонид Нестерович Держак, Роман Теодорович Олексин, Владимир Александрович Родионов, Юрий Михайлович Ряплов.

## Результаты
Действующий глава ЛНР Леонид Пасечник выиграл, набрав 68,3 % голосов. В парламентских выборах победило движение «Мир Луганщине» с 74,13 % поддержки избирателей. Оппоненты из «Луганского экономического союза» получили 25,16 % голосов избирателей. Недействительными и утраченными были признаны 0,72 % бюллетеней.

### Глава республики
- Коваль Олег Валерьевич — 144441 голосов
- Пасечник Леонид Иванович — 596230 голосов
- Руснак Людмила Валентиновна — 51500 голосов
- Сергун Наталья Владимировна — 69396 голосов

### Народный совет
- Мир Луганщине − 37 мест
- Луганский экономический союз − 13 мест

## Оценки
ЕС не признал выборы в ЛНР и ввел санкции против их организаторов.
Представитель ЛНР в гуманитарной подгруппе Контактной группы, руководитель рабочей группы ЛНР по обмену военнопленных Ольга Кобцева заявила, что состоявшиеся в ЛНР и ДНР выборы глав Республик и депутатов Народных Советов не противоречат духу и букве Минских соглашений.